# Santa Etelvina
Santa Etelvina é um bairro do município brasileiro de Manaus, capital do estado do Amazonas. Localiza-se na Zona Norte da cidade. De acordo com estimativas da Secretaria de Desenvolvimento Econômico, Ciência, Tecnologia e Inovação do Amazonas (SEDECTI), sua população era de 36 043 habitantes em 2022.
Integram o bairro: os conjuntos Manauara I e Parque Residencial Deus É Fiel; os loteamentos Rio Piorini II e V (sendo a segunda etapa parcialmente), Ingá, Parque Santa Etelvina, Jardim Santa Tereza, Jardim Fortaleza 1, Agnus Dei e Jardim Raquel.

## História
O bairro Santa Etelvina, antes conhecido apenas como quilômetro 16 da Am-010, estrada que liga Manaus a Itacoatiara, surgiu com a iniciativa de caseiros da região. Em 1979 vários grupos de pessoas do interior do Amazonas vieram para trabalhar em Manaus, e ao contrario de que muitos dizem Santa Etelvina não foi fruto de invasão , mais sim de um loteamento. Em pouco tempo, o local que parecia distante da cidade, reservado apenas para grandes sítios particulares, foi sendo habitado. Nasciam também os primeiros caminhos que viriam a se tornar ruas já com um nome de batismo de Santa Etelvina. O levantamento das primeiras casas tornou inevitável o crescimento da região. A partir daí, a terra foi dividida em duas áreas distintas. Uma parte pertencia a Bayma Diniz, e a outra parte era de um proprietário conhecido pelos moradores somente como Osmar.  A mesma área servia para retirada de areia e barro, comercializados na construção civil no bairro e em vários pontos da cidade.
As terras próximas à igreja de Santa Etelvina, conhecidas popularmente como ?ferro de engomar? eram devolutas até então. A antiga moradora Elizabete Beltrão, a ?dona Zita?, também reclamava a posse das terras, afirmando já que cultivava hortaliças no local há algum tempo. Ela mesma dividiu as terras entre algumas famílias, e foi no local que os caseiros resolveram iniciar o bairro. Foi a partir desse momento que o citado Osmar começou a reivindicar, e dizer que as terras lhe pertenciam. Segundo os moradores mais antigos, toda a área do conhecido ?ferro de engomar? foi cercada, gerando um conflito com a policia. 
Em 1982, Dona Zita, seu Salviano Barbosa de Abreu, dona Odinéia, dona Geralda e alguns outros foram ao Instituto de Terras do Amazonas,ITERAM, para descobrir de quem eram as terras. Lá eles foram informados de que poderiam começar a construir as casas.
Vilas
Os moradores começaram a construir casinhas singelas de madeira e logo a situação da área conhecida por uns como Vila Paxiuba e por outros como Vila Santa Etelvina, havia a grande área chamada de vila rica que se localizava entre as avenidas 7 de maio e a nossa senhora de Fatima foi regularizada. Segundo o Diário Oficial, Santa Etelvina foi oficializada à categoria de bairro em 1984. Com a liberação da área, aproximadamente 150 famílias tiveram o direito de construír casa. 
Em homenagem à Santa padroeira do bairro, os moradores resolveram construir uma igreja para que fosse batizada com o seu nome. Porém não conseguiram apoio da igreja católica porque, apesar de ser considerada santa pela fé popular, ela não é canonizada pela igreja, não sendo oficialmente santa. Mesmo assim, os moradores não desistiram, sem muitos recursos e ajuda, eles ergueram a Igreja de Santa Etelvina. Segundo populares, o padre Juliano teria dito que galinha criava dente, mas essa igreja não sairia?. Esse mesmo padre, arrependido e muito emocionado, realizou a primeira missa. Como Santa Etelvina não é canonizada, não pode ser a padroeira do bairro. 
A solução encontrada foi colocar o nome de Santa Etelvina, referindo-se à igreja do bairro. A padroeira do bairro é ?Nossa Senhora do Imaculado Coração de Maria?. Existem ainda outras quatro igrejas católicas no bairro: Imaculado Coração de Maria, Nossa Senhora da Conceição, Santo Antônio e Nossa Senhora de Fátima. Com o desenvolvimento do bairro iniciou uma proliferação de novas doutrinas cristãs, com o crescimento de templos das igrejas evangélicas, que vão surgindo e se criando neste ambiente de gente sofrida que procura conforto e esperança, e encontram nas congregações protestantes. 
Há rumores no bairro também quanto à existência de um centro de Umbanda, um ?terreiro?, mas como é grande o preconceito com os adeptos da Umbanda e do Candomblé, eles permanecem na escuridão.
Bairro com três comunidades
Dividido em três comunidades (Vera Cruz, 14 Bis e Monte Alegre) e vários conjuntos habitacional anexados ao bairro de Santa Etelvina, o bairro tem uma boa estrutura e é considerado pelos moradores um bom lugar para viver. Porém, os problemas ainda existem.
. Com o aumento da população, o bairro cresce de forma absurda economicamente e populacional, a demanda de estudantes também cresceu e as escolas se multiplicam a cada ano no bairro. Ainda referente aos serviços de utilidade pública, o bairro possui duas delegacias: o 12º Distrito Policial e a de Combate às Galeras. O mesmo também possui o maior shopping da região norte do Brasil.
O transporte coletivo cada dia que passa da uma melhorada e ja a planos da construção de um terminal de ônibus no bairro chamado de t6 de. Quanto ao lazer, o bairro não possui  praças mas tem clubes e casas noturnas. inclusive Grandes centros de Compras com cinema etc.. a tbem festas é o festival folclórico de Santa Etelvina que é realizado em junho, além dos arraiais que acontecem nas comunidades e escolas, quando fazem festas de formandos e outras atividades escolares. 
Possuia tbem o CCA (Centro de Capacitação de Atletas), onde tem quadra, campo e piscina para atividades esportivas para a população do bairro e adjacências. A atividade comercial do bairro concentra-se principalmente no Loteamento na area que era conhecia como Villa rica onde se o centro profissionalizante grupo sucesso e digital da amazónia na 7 de maio,  Encontram-se lá mercados, padarias, drogarias, restaurantes, lojas de materiais de construção. A maioria do comércio é feita de estabelecimentos de pequenos a médio portes.
Localização
O bairro de Santa Etelvina tem a superfície de 917.98 hectares, e está localizado na Zona norte de Manaus. Faz fronteira com os bairros da Cidade Nova, Monte das Oliveiras, Terra Nova e Tarumã.
Integram o bairro: os conjuntos Cidadão Manauara I, Parque Cidadão XII e Residencial Deus é Fiel; os loteamentos Rio Piorini I a IV (parcialmente), Agnus Dei, Jardim Raquel, Jardim Fortaleza 1 e Jardim Santa Tereza, além de alguns poucos condomínios ali situados.
Dados do Bairro
- População: 36 043 habitantes.
- Área: 917.98 hectares.

### Localização
Localiza-se na Zona Norte de Manaus. Limita-se com os bairros de:
- Monte das Oliveiras;
- Colônia Terra Nova;
- Tarumã e
- Cidade Nova.

## Transportes
Santa Etelvina é servido pela empresa de ônibus Viação Nova Integração e Auto Ônibus Líder Com as linhas 029,030, 041,044,307,315 e 560.